# 章明親王
章明親王（のりあきらしんのう）は、平安時代前期から中期にかけての皇族。醍醐天皇の第十三皇子。官位は二品・弾正尹。

## 経歴
朱雀朝初頭の延長8年（930年）靖子・英子内親王とともに親王宣下を受ける。更衣を母とする章明は兄弟順からみて本来親王宣下される立場ではなかったが、この時の醍醐上皇は病重篤で同日に崩御しており、恩典としての宣下であったとみられる。天慶2年（939年）京極亭で元服した。
村上朝で上総太守・大宰帥・兵部卿を歴任。『蜻蛉日記』には兵部卿の宮、「つかさの宮」として登場し、兵部大輔・藤原兼家及び作者の藤原道綱母と盛んに歌を交わしたことが記されている。
一条朝の寛和3年（987年）には弾正尹の官職にあり、正暦元年（990年）9月22日薨去。享年67。最終官位は二品弾正尹。

## 官歴
- 延長8年（930年） 9月29日：親王宣下[4]
- 天慶2年（939年） 8月14日：元服[5]
- 天暦4年（950年） 10月8日：見上総太守[6][7][8]
- 天徳3年（959年） 2月22日：見大宰帥[9][4]
- 応和2年（962年） 5月：見兵部卿[10]
- 寛和3年（987年） 2月19日：見弾正尹[11]
- 正暦元年（990年） 9月22日：薨去（二品弾正尹）[4]

## 系譜
- 父：醍醐天皇
- 母：藤原桑子（藤原兼輔の娘） - 更衣[12]
- 妻：藤原敦敏の娘
  - 女子：隆子女王（?-974）
  - 女子：済子女王
- 生母不詳の子女
  - 男子：源尊光
  - 男子：源近光
  - 男子：尊仁
  - 女子：慶子女王